# Jacques Martin (1766-1833)
Pour les articles homonymes, voir Jacques Martin et Martin.
Jacques Martin est un homme politique français né le 7 novembre 1766 à Couches (Saône-et-Loire) et décédé le 18 octobre 1833 au même lieu.

## Biographie
Médecin, maire de Couches, il est député de Saône-et-Loire en 1815, pendant les Cent-Jours.

## Sources
- « Jacques Martin (1766-1833) », dans Adolphe Robert et Gaston Cougny, Dictionnaire des parlementaires français, Edgar Bourloton, 1889-1891 [détail de l’édition]